# Зорі спектрального класу K

Відносний розмір зірок класу K з іншими зірками головної послідовності

Порівняння розмірів Альдебарана і Сонця.

Зо́рі спектра́льного кла́су K є дещо холоднішими за наше Сонце й мають відповідно порівняно нижчі ефективні температури. Здебільшого, в їхніх спектрах спостерігають надзвичайно слабкі лінії водню та нейтральних (неіонізованих) металів (Mn I, Fe I, Si I). Інколи лінії водню є настільки слабкими за інтенсивністю, що взагалі не проявляються у спектрах зір цього спектрального класу.
У спектрах зір пізніх (холодніших) підкласів спектрального класу K часто присутні молекулярні смуги окису титану. Вважається, що зорі цього спектрального класу є найпридатнішими для зародження та розвитку життя на планетах, що входять до їхніх планетних систем.

## Субкарликикласу K
Приклади: Алголь B

## Зорі Головної Послідовності класу K
Приблизно одна з восьми зір Головної послідовності, розташованих в околі Сонця, має спектральний клас K.

### Фізичні параметри зірГоловної Послідовностікласу K
У таблиці подано усереднені значення параметрів. Параметри окремих зірок можуть відрізнятися від поданих нижче.
| Клас | B-V  | V-R  | b-y  | MV  | BC    | Teff, °K | R/RΟ | log g | M/MΟ | Vsin(i), км/с |
| ---- | ---- | ---- | ---- | --- | ----- | -------- | ---- | ----- | ---- | ------------- |
| K0   | 0,82 | 0,64 | 0,50 | 6,0 | −0,23 | 5282     | 0,83 | 4,6   | 0,90 | 2,2           |
| K2   | 0,92 | 0,74 | 0,54 | 6,5 | −0,30 | 5055     | 0,75 | 4,6   | 0,81 | 2,0           |
| K3   | 0,96 | 0,81 | 0,57 | 6,8 | −0,33 | 4973     | 0,73 | 4,6   | 0,79 | 2,0           |
| K5   | 1,15 | 0,99 | 0,67 | 7,5 | −0,43 | 4623     | 0,64 | 4,6   | 0,65 | 1,9           |
| K7   | 1,30 | 1,15 | 0,80 | 8,0 | −0,54 | 4380     | 0,54 | 4,7   | 0,54 | 1,7           |

Приклади: Альфа Центавра B, Епсилон Індіанця, Епсилон Ерідана, WASP-2, WASP-11, 107 Риб

## Субгігантиспектрального класу K
Приклади:

## Гігантиспектрального класу K

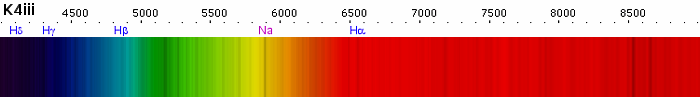
Спектр гіганта спектрального класу K4.

### Фізичні параметригігантівкласу K
У таблиці подано усереднені значення параметрів. Параметри окремих зірок можуть відрізнятися від поданих нижче.
| Клас | B-V  | V-R  | b-y  | MV   | BC    | Teff, °K | R/RΟ | log g | Vsin(i), км/с |
| ---- | ---- | ---- | ---- | ---- | ----- | -------- | ---- | ----- | ------------- |
| K0   | 1,03 | 0,77 | 0,60 | 0,2  | −0,37 | 5282     | 14   | 2,5   | 3,0           |
| K2   | 1,18 | 0,84 | 0,68 | 0,1  | −0,45 | 5055     | 17   | 2,1   | 2,3           |
| K3   | 1,29 | 0,96 | 0,80 | 0,1  | −0,53 | 4973     | 21   | —     | 2,0           |
| K5   | 1,44 | 1,20 | 0,90 | 0,0  | −0,81 | 4623     | 40   | —     | —             |
| K7   | 1,53 | —    | 0,93 | −0,1 | −1,15 | 4380     | 60   | —     | —             |

Приклади: Альдебаран, Дубге А, Поллукс

## Надгіганти
Надгіганти в процесі зоряної еволюції досить часто змінюють свій спектральний клас від O чи B (блакитні надгіганти) до K чи M (червоні надгіганти) кілька раз, то в один, то в інший бік, внаслідок загоряння в їх надрах гелію, вуглецю й т.д.

### Фізичні параметринадгігантівкласу K
У таблиці подано усереднені значення параметрів. Параметри окремих зірок можуть відрізнятися від поданих нижче.
| Клас | B-V  | V-R  | MV   | BC    | Teff, °K | R/RΟ | log g | Vsin(i), км/с |
| ---- | ---- | ---- | ---- | ----- | -------- | ---- | ----- | ------------- |
| K0   | 1,20 | 0,76 | −4,5 | −0,47 | 4500     | 110  | 1,4   | ~5,0          |
| K2   | 1,29 | 0,85 | −4,5 | −0,53 | 4400     | —    | 1,0   | —             |
| K3   | 1,38 | 0,94 | −4,5 | −0,68 | 4230     | 130  | 0,6   | —             |
| K5   | 1,60 | 1,20 | −4,5 | −1,52 | 3900     | 200  | 0,0   | ~4,0          |
| K7   | 1,62 | —    | −4,5 | —     | 3870     | —    | −0,3  | —             |

Від'ємне значення log g для надгігантів підкласу K7 й пізніше свідчить про загублення ними своєї маси внаслідок зоряного вітру. За малої гравітації під тиском випромінювання верхні шари атмосфери помаранчевих надгігантів витікають у навколишній міжзоряний простір.
Приклади: Арктур